# 洛尔西卡
洛尔西卡（義大利語：Lorsica），是意大利热那亚省的一个市镇。总面积17.8平方公里，人口525人，人口密度29.5人/平方公里（2009年）。ISTAT代码为010030。